# Tasiemiec karłowaty
Tasiemiec karłowaty (Hymenolepis nana) – gatunek tasiemca (Cestoda) z rzędu Cyclophyllidea. Pasożyt wewnętrzny tylnej części jelita cienkiego człowieka, jeden z dwóch gatunków (obok tasiemca szczurzego) wywołujących chorobę zwaną hymenolepiozą (łac. hymenolepiosis). Jest gatunkiem kosmopolitycznym, występującym najczęściej w ciepłym i suchym klimacie (miejscami nawet 10% dzieci może być zarażonych tym pasożytem). W Polsce występuje rzadko (w latach 1994–1997 odnotowano łącznie 52 przypadki).

## Morfologia
Dojrzały osobnik ma 2–8 cm długości. Jego taśma (strobila) składa się z 100–800 proglotydów (członów), których cechami charakterystycznymi są zawsze większa szerokość niż długość oraz jednostronne położenie zatok płciowych. Kulista, mała główka (scolex) ma pojedynczy wieniec 20–28 haczyków, a na jej brzegach znajdują się 4 przyssawki.
W każdym proglotydzie hermafrodytycznym znajdują się: 3 jądra (ułożone liniowo), cirrus wraz z krótką torebką (bursa cirri), trójpłatowy jajnik (położony centralnie) oraz leżący za nim żółtnik (mały i zbity). Proglotydy maciczne wypełnia natomiast workowata macica zawierająca 80–180 lekko owalnych, żółtawych jaj o wymiarach 50–53 μm x 37–41 μm.

## Cykl życiowy

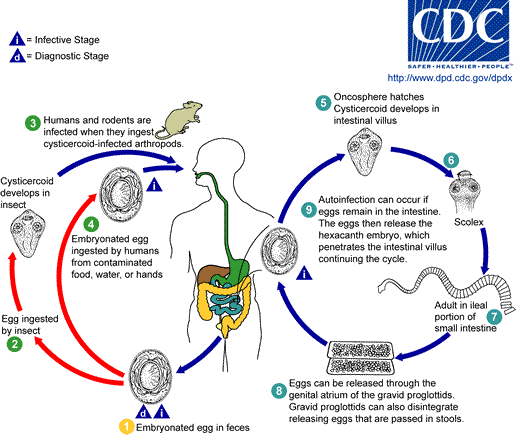
Cykl życiowy tasiemca karłowatego

Gatunek ten stanowi rzadki przykład tasiemca o rozwoju monoksenicznym, co oznacza, że jego cykl życiowy przebiega w ciele wyłącznie jednego żywiciela (bez żywiciela pośredniego). Pomimo iż żywotność dorosłego osobnika to kilka tygodni, zakażenie utrzymuje się długo w wyniku uproszczenia cyklu życiowego, co sprzyja samozarażeniu oraz autoendoinwazji.
W jelicie cienkim człowieka ostatnie człony strobili odrywają się i pękają, uwalniając jaja z onkosferami, które uwalniają się z otoczek, a następnie wnikają do kosmków, gdzie przekształcają się w cysticerkoidy. Przeobrażenie to zajmuje około 4 dni (93–96 godzin). W ciągu następnych 9–50 godzin następuje rozpad zajętych kosmków jelitowych, zaś cysticerkoidy wydostają się z powrotem do światła jelita. Tam ich skoleksy przytwierdzają się do błony śluzowej i w ciągu 10–20 dni tasiemce osiągają pełną dojrzałość. Po 30 dniach jaja (będące formą inwazyjną) są już obecne w kale, ich liczba ulega jednak okresowym wahaniom. Do zakażenia dochodzi właśnie wskutek kontaktu z kałem zawierającym jaja (np. poprzez brudne ręce, zabawki lub pożywienie).
W cyklu życiowym szczepu mysiego tasiemca karłowatego (H. nana var. fraterna) mogą występować żywiciele pośredni. Jego cysticerkoidy w warunkach naturalnych stwierdzano bowiem u różnych owadów (m.in. pcheł). Doświadczalnie udało się natomiast zainfekować: pchłę ludzką, pchłę psią, mącznika ciemnego, trojszyka gryzącego, skórnika słonińca oraz barciaka większego.